# Kislevelű hárs
A kislevelű hárs (Tilia cordata) a  mályvafélék (Malvaceae) családjába tartozó hárs nemzetség egyik, a Kárpát-medencében is honos faja.

## Elterjedése, élőhelye
Szerte Európában elterjedt, csak északon és délen ritkul meg, majd tűnik el teljesen. A Kárpát-medencében jellegzetesen elegyfa: gyertyános–tölgyesekben, ártéri ligeterdőkben és a sziklás, törmelékes élőhelyeken gyakori.

## Megjelenése

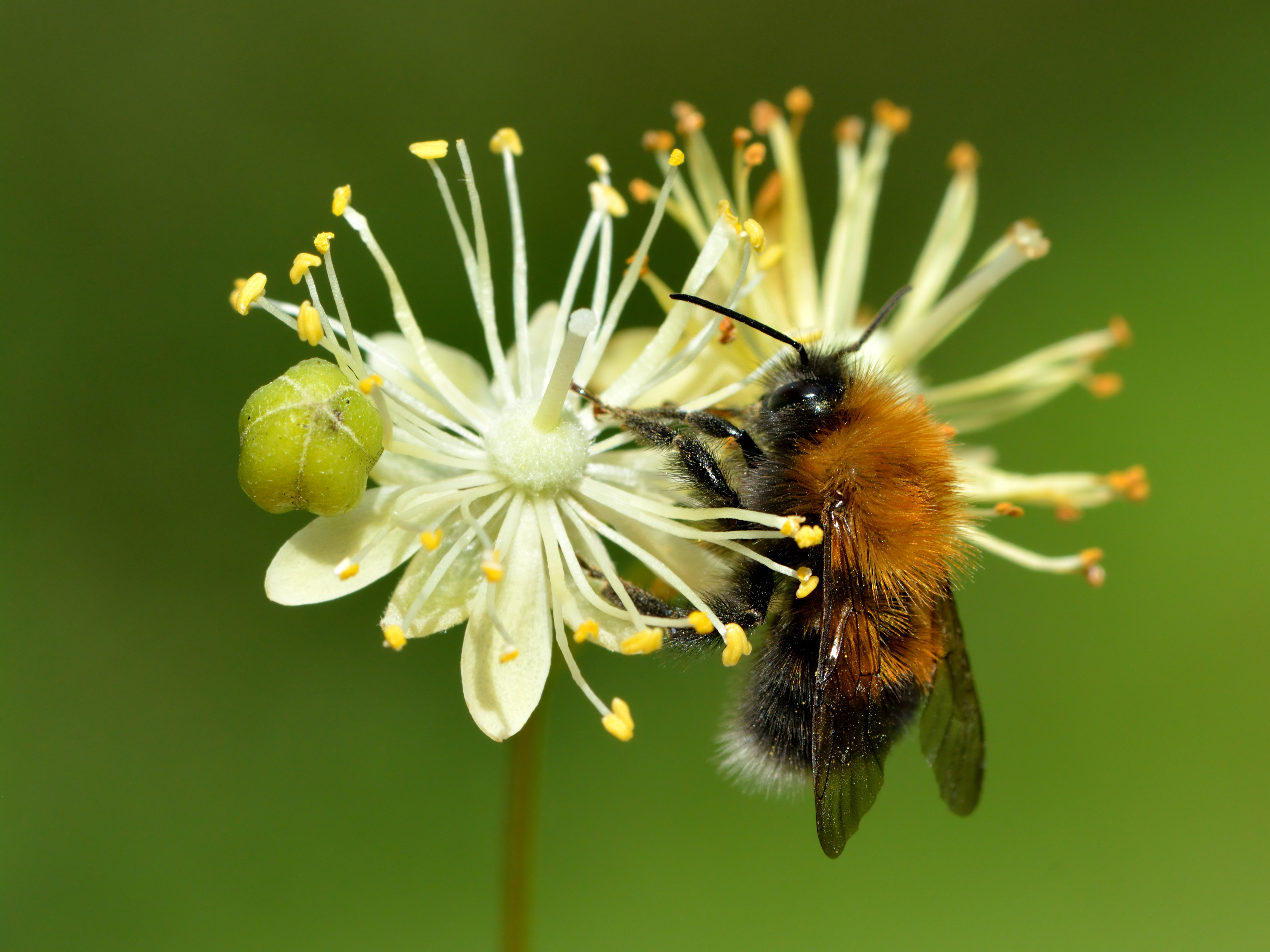

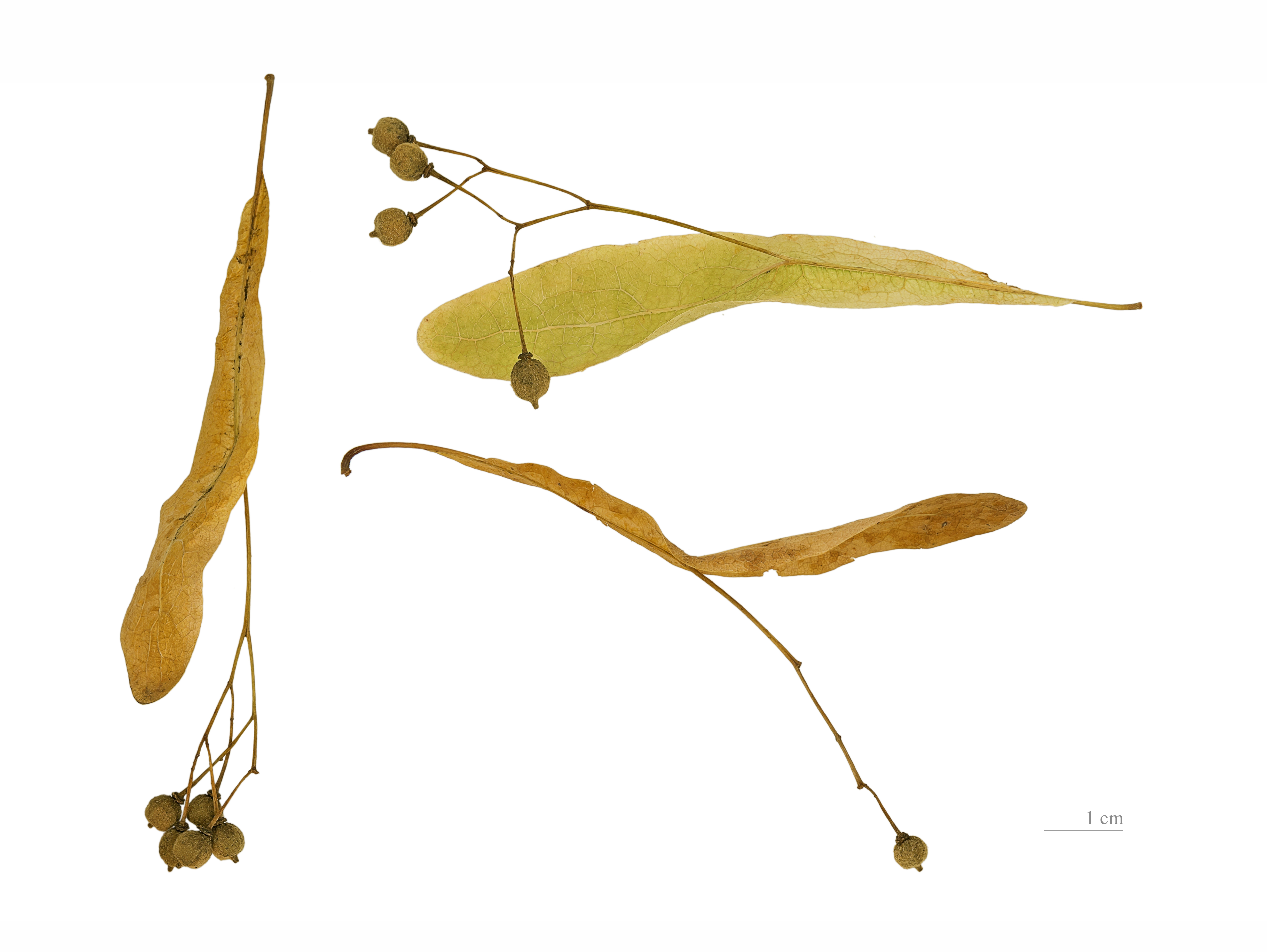
Tilia cordata

20–25 m magasra növő, kissé szabálytalan, lekerekedően oszlopos koronájú, többnyire tövétől ágas fa. A sziklás, törmelékes termőhelyeken törzse alul gyökéráganként támasztékosan bordás. A kérge szürke, finoman repedezett. Fiatal hajtásai pelyhesek, de hamar lekopaszodnak.
Szív alakú, lekerekedő vállú, hegyes csúcsú, fűrészes szélű levelei ritkán nőnek 7 cm-nél hosszabbra. A levelek fonákján az érzugokban rozsdabarna, vöröses szőrpamacsok nőnek.
Sárgásfehér, kellemes illatú virágai a többi hárshoz hasonlóan hosszúkás, ép szélű fellevélhez csatlakozó, 4–12 cm hosszú bogernyőben nyílnak. A virágok öttagúak: öt-öt csésze- és sziromlevéllel. A bibe is ötágú.
Gömb alakú termései simák, a bibeszál maradványaként kis, hegyes szárban végződnek. Az érett termések a fellevéllel együtt, jellegzetesen pörögve esnek le, és a szél messzire elhordhatja őket.

## Életmódja
Viszonylag igénytelen, szárazság- és árnyéktűrő, de lassan növő fa. Legjobban a mély, nem túl száraz talajban érzi magát jól. Leveleinek mérete jelentősen függ a termőhely vízellátásától és a hajtás jellegétől: olyannyira, hogy egy üde talajon élő kislevelű hárs tősarjain a levelek akár nagyobbak is lehetnek a szárazabb körülmények között élő nagylevelű hárs lombkoronájának szélén növő napfényleveleknél.
Júniusban virágzik.

## Felhasználása

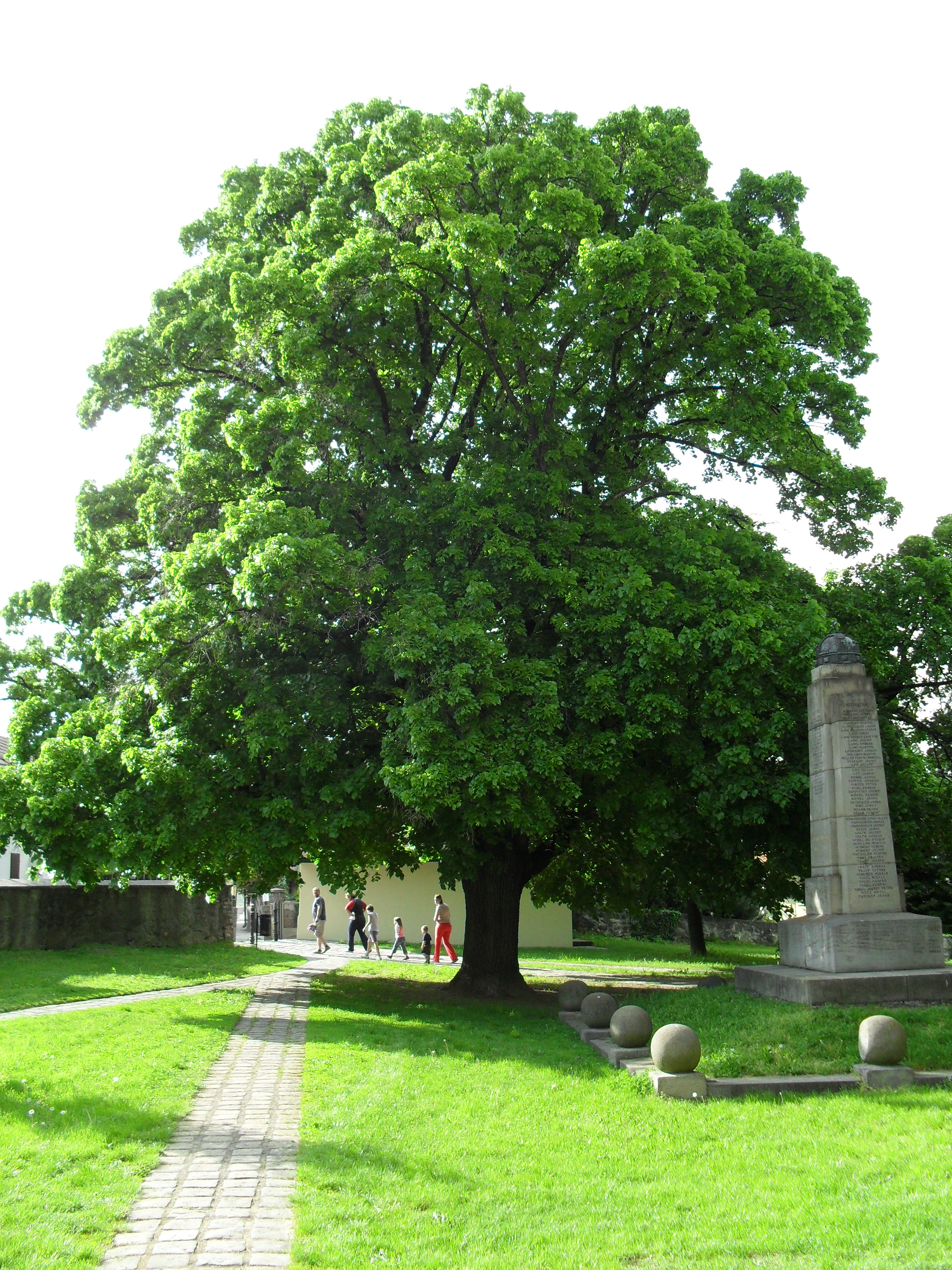
A dunabogdányi "öreg hársfa"

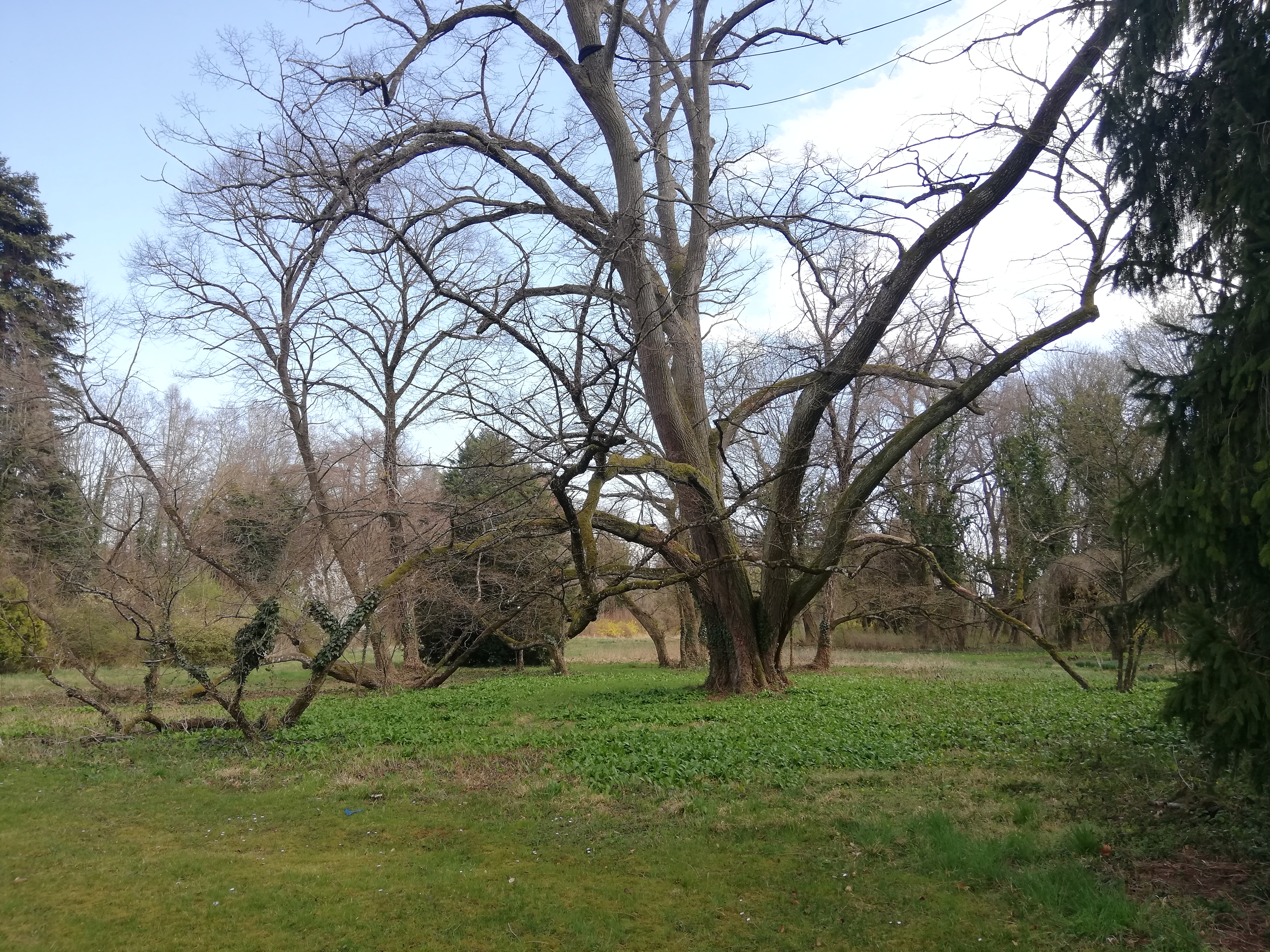
Különleges növekedésű példánya a sopronhorpácsi kastélyparkban

### Élelmezés
Virágzatát a méhek igen kedvelik; a nagylevelű hárssal együtt fontos mézelő növény. Leginkább június közepe táján, a teljes virágzás idején gyűjthető: a méhek is ilyenkor készítik a legfinomabb hársmézet.
Forrázatát, a hársfateát élvezeti célra is isszák

### Gyógyászat[1][2]
- Drog: a kislevelű hárs drogja a virágzat, más hársfajok (nagylevelű hárs, európai hárs; az ezüsthárs légutakat ingerlő hatása miatt kerülendő) virágzatával együtt több gyógyszerkönyvben hivatalos Tiliae flos néven.
- Tartalmi anyagai: illóolaj
- Alkalmazás formája: felhasználják forrázat („tea”, 1,5 gramm aprított drog 150 gramm vízzel készült forrázata), alkoholos kivonat (1:1 drog:kivonószer arányban 25V/V% alkohollal készül), tinktúra (1:5 drog:kivonószer arányban készül 45V/V%-os alkohollal) formájában szájon át.
- Adagolás: forrázat: napi 2–4 adag; kivonat: napi 1–2-szer 2 mL; tinktúra: napi 1–2-szer 1 mL.
- Hatása: a hársfavirágzatnak nincs bizonyított gyógyhatása.
- Javallat: a népgyógyászatban meghűléses tünetek, főleg köhögés, valamint enyhe tünetekkel járó stressz oldására használják. A kezelést a tünetek jelentkezésekor kell megkezdeni, ha a tünetek súlyosbodnak, vagy nem enyhülnek, orvoshoz kell fordulni.
- Ellenjavallat: a hársfavirágzattal szembeni túlérzékenység (pl. allergia) esetén nem alkalmazható. Az alkoholos kivonatok adása 4 éven aluli gyermekeknek nem javasolt.
- Kölcsönhatás más gyógyszerekkel: nem ismert.
- Hatása a termékenységre, terhességre és tejelválasztásra: nincsenek biztonságossággal kapcsolatos adatok, ezért terhesség és szoptatás idején adagolása nem javallott.
- Hatása gépkocsivezetésre és veszélyes üzem kezelésére: nem végeztek tanulmányokat.
- Mellékhatások: nincs ismert mellékhatása. Népi tapasztalatok alapján fokozza a légúti nyák termelését, köptető hatású lehet. Nyálkás jellege miatt enyhén ingerli a gyomor nyálkahártyát.
- Túladagolás: egyetlen túladagolásos eset sem ismert.

## Kertészeti változatok
- Tilia cordata 'Greenspire',
- Tilia cordata 'Savaria'